# Francesco Lombardi (topografo)
Francesco Lombardi (Codrongianos, 2 gennaio 1918 – Firenze, 8 dicembre 2004) è stato un geodeta e topografo italiano.
Fu uno dei membri che presero parte alla spedizione al K2 del 1954.

## Biografia
Nato in un piccolo comune della Sardegna, dopo aver completato gli studi classici si trasferì a Firenze per divenire ufficiale dell'Esercito. Successivamente si specializzò in cartografia e geodesia presso l'Istituto Geografico Militare.
Fu scelto da Ardito Desio per far parte, insieme ad altri quattro scienziati, della spedizione italiana che conquistò il K2. All'epoca con il grado di capitano d'artiglieria, Lombardi studiò e rilevò le mappe della zona della spedizione, fra cui la carta del Ghiacciaio Baltoro.
Divenuto poi generale, morì a Firenze all'età di 86 anni.